# Onthophagus semiflavus
Onthophagus semiflavus é uma espécie de inseto do género Onthophagus, família Scarabaeidae, ordem Coleoptera.
Foi descrita cientificamente por Boheman em 1860.